# Stadhuis van Grave
Het stadhuis van Grave is een stadhuis in de plaats Grave.
Het gebouw is gebouwd in verschillende perioden. Inwendig zijn er vier bewerkte zandstenen balkconsoles (circa 1600) en overblijfselen van een eiken schepenbank verwerkt tot een wandbetimmering. In het pand werd een Zuiderwaterlinie-bezoekerscentrum ingericht.

## Trivia
In het verleden was het volgens het strafrecht gebruikelijk dat de veroordeelden via de linkertrap bij de vooringang van het stadhuis naar beneden gingen, omdat deze rechtstreeks naar de galg liep. Mensen die waren vrijgesproken, namen de rechtertrap. Heden ten dage is het stadhuis in gebruik als trouwlocatie en is het gebruikelijk dat gehuwden ook via de rechtertrap naar beneden gaan. De linkertrap zou ongeluk brengen.